# El vendedor de cerillas
El vendedor de cerillas (en alemán: Streichholzhändler) es una pintura de 1920 del artista alemán Otto Dix. La obra se encuentra en la colección permanente de la Galería Estatal de Stuttgart.

## Descripción
La composición representa en un plano cercano a un veterano de guerra lisiado vendiendo fósforos sentado en la acera de una calle de Alemania. Varios transeúntes bien vestidos parecen huir del amputado cuádruple y ciego, saliéndose del encuadre, solo visibles la parte inferior y las piernas de una pareja a la derecha y un hombre a la izquierda, mientras en el centro un perro salchicha, con la mirada vuelta hacia el espectador, orina en las patas de palo del veterano. Mientras los demás lo ignoran, el veterano grita la frase “¡Fósforos, cerillas suecas originales!” escrita en alemán (“Streichhölzer, Echte Schwedenhölzer”) con letras blancas saliendo de su boca abierta.

## Análisis
Pintada un año después del final de la Primera Guerra Mundial y el Tratado de Versalles, la conocida obra ha sido interpretada como una crítica del artista a la República de Weimar, incluyendo la desmoralización de la sociedad de posguerra, la desigualdad económica que contribuiría al posterior ascenso del gobierno nacionalsocialista, así como la sinrazón de la guerra.
La composición incluye el collage, una técnica inventada por los cubistas que se hizo popular entre los artistas asociados al movimiento dadaísta en Alemania, entre ellos Hannah Höch y Kurt Schwitters. El uso del collage permitió a los artistas alejarse de las formas tradicionales de creación artística en favor de materiales más novedosos y poco ortodoxos. Dix comenzó a utilizar la técnica del collage a finales de 1919. La decisión del artista de incluir recortes de periódicos y billetes de banco auténticos de la República de Weimar en El vendedor de cerillas se entiende como una referencia directa a los entornos sociales y económicos de la Alemania de Weimar temprana.
Junto con muchas otras obras de Dix, El vendedor de cerillas fue incluida en la lista de obras de arte degenerado en la Alemania nazi y confiscada durante 1937 y 1938.